# Lucyna Krawcewicz
Lucyna Krawcewicz (ur. 14 marca 1938 w Michalinie, woj. poleskie) – polska lekkoatletka, oszczepniczka (olimpijka) oraz szachistka.

## Życiorys
Startowała w Igrzyskach Olimpijskich w Meksyku w 1968, gdzie zajęła w finale rzutu oszczepem 12. miejsce. Mistrzyni Polski z 1965 i wicemistrzyni z 1964, 1967 i 1968. 24 razy startowała w meczach reprezentacji Polski (4 zwycięstwa indywidualne). Rekord życiowy – 54,84 m (1968).
Jest także szachistką, mistrzynią Polski w szachach błyskawicznych z 1972 roku. W czasie swojej kariery ośmiokrotnie (w latach 1972–1982) brała udział w finałach indywidualnych mistrzostw Polski kobiet, najwyższe miejsce – piąte – osiągając w 1974 w Polanicy-Zdroju. Trzykrotnie startowała również w mistrzostwach świata seniorek: w 2000 r. w Rowach zajęła 15. miejsce, w 2002 w Naumburg (Saale) – 13. miejsce, natomiast w 2004 w Halle – 5. miejsce. W swojej karierze 7-krotnie zdobyła tytuł mistrzyni Polski seniorek (zawodniczek powyżej 50. roku życia).
W swojej karierze reprezentowała barwy następujących klubów: Zrywu Szczecin (1955-1957), MKS Kusy Szczecin (1958), AZS Szczecin (1959-1960), AZS Wrocław (1961-1965) i ŁKS Łódź (1966-1971).
W przeszłości uprawiała także piłkę ręczną i siatkówkę.
Jest nauczycielem wychowania fizycznego oraz specjalistką niekonwencjonalnych metod leczenia.